# 遠山政景
遠山 政景（とおやま まさかげ）は、戦国時代から安土桃山時代にかけての武将。後北条氏の家臣。遠山綱景の四男。

## 生涯
相模国大山寺八大坊の僧侶となっていたが、永禄7年（1564年）の第二次国府台合戦で父と兄・隼人佐が戦死したため還俗し、主君の北条氏政から偏諱を賜って政景と名乗り、遠山氏の家督および父の江戸城代と江戸衆寄親という立場を継承した。
また、古河公方・足利義氏との交渉担当も継承している。永禄10年（1567年）に義氏が政景に相馬治胤の対応について江戸城からの援兵を300〜500依頼するという書状が残っており、同程度の兵を単独で動かせる立場にあったと推測される。
元亀2年（1571年）に氏康が死去すると、北条氏秀が江戸城代に起用されると、政景は葛西城代となり、役割が縮小された。
天正8年（1580年）に死去。家督は息子の遠山直景が跡を継いだ。次男に猿渡盛道がいるとされる。